# فرودگاه ماردین
فرودگاه ماردین (به انگلیسی: Mardin Airport) (به زبان بومی: Mardin Havaalanı) یک فرودگاه همگانی با کد یاتا MQM است . این فرودگاه در شهر ماردین کشور ترکیه قرار دارد .

## شرکت‌های هواپیمایی و مقصدهای پروازی
| شرکت‌های هواپیمایی                  | مقصدهای پروازی           |
| ---------------------------------- | ------------------------ |
| پگاسوس ایرلاینز                    | صبیحه گوکچن، عدنان مندرس |
| ترکیش ایرلاینز                     | آتاترک                   |
| ترکیش ایرلاینز اجرا توسط آنادولوجت | اسن‌بوغا، صبیحه گوکچن     |